# فرودگاه بین‌المللی دوسلدورف
فرودگاه دوسلدورف (آلمانی: Flughafen Düsseldorf; تا مارس ۲۰۱۳ فرودگاه بین‌المللی دوسلدورف; (یاتا: DUS، ایکائو: EDDL)) یک فرودگاه بین‌المللی در شهر دوسلدورف، مرکز ایالت نوردراین-وستفالن در کشور آلمان است. این فرودگاه در ۷ کیلومتر (۴٫۳ مایل) شمال شهر دوسلدورف، و در حدود ۲۰ کیلومتر (۱۲ مایل) جنوب غرب اسن در راین-رور قرار دارد.
فرودگاه دوسلدورف با جابه‌جایی ۲۱٫۸ میلیون مسافر در سال ۲۰۱۴ میلادی، سومین فرودگاه بزرگ آلمان پس از فرودگاه بین‌المللی فرانکفورت و فرودگاه مونیخ است. این فرودگاه قطب شرکت هواپیمایی برای یورووینگز است و تنها قطب هواپیمایی لوفت‌هانزا برای مسیرهای طولانی (به فرودگاه بین‌المللی لیبرتی نیوآرک) به‌جز فرودگاه‌های مونیخ و فرانکفورت است. فرودگاه دوسلدورف دارای ۳ ترمینال مسافربری و ۲ باند فرود است که هواپیماهای پهن‌پیکر از جمله ایرباس ای۳۸۰ قادر به نشست و برخاست در آن هستند.

## شرکت‌های هواپیمایی و مقصدهای پروزای
| شرکت‌های هواپیمایی                                           | مقصدهای پروازی | پایانه |
| ----------------------------------------------------------- | --- | ------ |
| اژین ایرلاینز                                               | فرودگاه بین‌المللی آتن، فرودگاه بین‌المللی سالونیک فصلی: فرودگاه بین‌المللی هراکلین، فرودگاه بین‌المللی کالاماتا، فرودگاه بین‌المللی رود | B      |
| ایر لینگاس                                                  | فرودگاه دوبلین فصلی: فرودگاه کرک (آغاز از ۱ مه ۲۰۱۶) | C      |
| آئروفلوت                                                    | فرودگاه بین‌المللی شرمتیوو | C      |
| آئروفلوت اجرا توسط روسیه ایرلاینز                           | فرودگاه پالکوو | C      |
| ایر بخارست                                                  | فصلی: فرودگاه بین‌المللی پریشتینا | C      |
| ایر قاهره                                                   | فصلی: فرودگاه بین‌المللی غردقه | C      |
| ایر چاینا                                                   | فرودگاه بین‌المللی پکن | A      |
| ایر فرانس                                                   | فرودگاه شارل دوگل پاریس | B      |
| ایر فرانس اجرا توسط CityJet                                 | فرودگاه شارل دوگل پاریس | B      |
| ایر فرانس اجرا توسط هاپ!                                    | فرودگاه نانت آتلانتیک، فرودگاه شارل دوگل پاریس | B      |
| ایر مالتا                                                   | فرودگاه بین‌المللی مالت | B      |
| ایر صربیا                                                   | فرودگاه بلگراد نیکولا تسلا | C      |
| ایر ویا                                                     | چارتر فصلی: فرودگاه بورگاس، فرودگاه وارنا | C      |
| ایربالتیک                                                   | فرودگاه بین‌المللی ریگا | B      |
| آلایتالیا                                                   | فرودگاه لینیت، فرودگاه لئوناردو دا وینچی-فیومیچینو | B      |
| آل نیپون ایرویز                                             | فرودگاه بین‌المللی ناریتا | A      |
| امریکن ایرلاینز                                             | فصلی: فرودگاه بین‌المللی اوهر شیکاگو | C      |
| اطلس گلوبال                                                 | فرودگاه بین‌المللی آتاترک چارتر فصلی: فرودگاه آنتالیا | C      |
| آستریا ایر                                                  | فرودگاه گراتس، فرودگاه لینز، فرودگاه بین‌المللی وین | A      |
| بی‌ام‌آی رجیونال                                              | فرودگاه بریستول | C      |
| بریتیش ایرویز                                               | فرودگاه هیترو لندن | B      |
| بریتیش ایرویز اجرا توسط بی‌ای سیتی‌فلایر                      | فرودگاه لندن سی‌تی (آغاز از ۵ سپتامبر ۲۰۱۶) | B      |
| بریتیش ایرویز اجرا توسط Eastern Airways برای بی‌ای سیتی‌فلایر | فرودگاه لندن سی‌تی (پایان در ۵ سپتامبر ۲۰۱۶) | B      |
| بریتیش ایرویز اجرا توسط سان-ایر اسکاندیناوی                 | فرودگاه بیلاند | B      |
| بلغاریا ایر                                                 | فرودگاه صوفیه | C      |
| بلغارین ایر چارتر                                           | چارتر فصلی: فرودگاه بورگاس، فرودگاه وارنا | C      |
| کوندور فلوگدینست                                            | فرودگاه آنتالیا، فرودگاه بین‌المللی دیربا–زارزیس، فرودگاه فوئرته‌ونتورا، فرودگاه گرن کناریا، فرودگاه بین‌المللی غردقه، فرودگاه خرث، فرودگاه لانزاروته، فرودگاه لا پالما، فرودگاه تنریف جنوبی فصلی: فرودگاه اگادیر المسیره، فرودگاه بین‌المللی خانیا، فرودگاه بین‌المللی کورفو، فرودگاه دالامان، فرودگاه بین‌المللی النفیضه حمامات، فرودگاه بین‌المللی هراکلین، فرودگاه ایبیزا (اسپانیا)، فرودگاه بین‌المللی کالاماتا، فرودگاه بین‌المللی جزیره کوس، فرودگاه ملی جزیره میکناس، فرودگاه پالما د مایورکا، فرودگاه بین‌المللی رود، فرودگاه ملی سادورینی (تیرا)، فرودگاه ملی جزیره اسکیاتوس | B, C   |
| کرندون ایرلاینز                                             | فرودگاه آنتالیا | C      |
| هواپیمایی کرواسی                                            | فصلی: فرودگاه دوبروونیک، فرودگاه اسپلیت | A      |
| چک ایرلاینز                                                 | فرودگاه لئوس جانسیک استراوا، فرودگاه پراگ رازیون | B      |
| دلتا ایرلاینز                                               | فرودگاه بین‌المللی هارتسفیلد-جکسون آتلانتا | C      |
| الین‌ایر                                                     | فصلی: فرودگاه بین‌المللی هراکلین (آغاز از ۱۱ ژوئیه ۲۰۱۶) |        |
| هواپیمایی امارات                                            | فرودگاه بین‌المللی دوبی | C      |
| هواپیمایی اتحاد                                             | فرودگاه بین‌المللی ابوظبی | C      |
| یورووینگز                                                   | فرودگاه آلیکانته-الچه (آغاز از ۲۹ مارس ۲۰۱۶)، فرودگاه بارسلونا-ال پرات، فرودگاه بازل-مولوز-فرایبورگ اروپا، فرودگاه باستیا – پورتا (آغاز از ۳۰ آوریل ۲۰۱۶)، فرودگاه برلین تگل، فرودگاه بیلبائو، فرودگاه بیرمنگام، فرودگاه بین‌المللی هنری کواندا، فرودگاه بین‌المللی بوداپست فرنک لیست، فرودگاه درسدن، فرودگاه ایست میدلند، فرودگاه ادینبرو، فرودگاه بین‌المللی ژنو، فرودگاه بین‌المللی گلاسگو، فرودگاه گوتنبرگ-لاندوتر، فرودگاه گرن کناریا (آغاز از ۳۰ آوریل ۲۰۱۶)، فرودگاه هامبورگ، فرودگاه بین‌المللی کاتوویتس، فرودگاه بین‌المللی کاوالا (آغاز از ۳۰ آوریل ۲۰۱۶)، فرودگاه لایپزیگ/هال، فرودگاه لیسبون پورتلا، فرودگاه هیترو لندن، فرودگاه لیون-سینت اگزوپری، فرودگاه منچستر، فرودگاه منورکا (آغاز از ۱ مه ۲۰۱۶)، فرودگاه میلانو مالپنسا، فرودگاه ناپل، فرودگاه نیوکاسل، فرودگاه نیس کوت دازور، فرودگاه نورمبرگ، فرودگاه پالما د مایورکا، فرودگاه شارل دوگل پاریس، فرودگاه پراگ رازیون، فرودگاه بین‌المللی پریشتینا، فرودگاه لئوناردو دا وینچی-فیومیچینو، فرودگاه استکهلم-آرلاندا، فرودگاه بین‌المللی سالونیک، فرودگاه والنسیا، فرودگاه شوپن ورشو، فرودگاه وروتسواف کوپرنیکوس، فرودگاه ونیز مارکو پولو، فرودگاه بین‌المللی وین، فرودگاه زوریخ فصلی: فرودگاه بین‌المللی آتن (آغاز از ۱۰ مه ۲۰۱۶)، فرودگاه باری، فرودگاه بین‌المللی آتن، فرودگاه باستیا – پورتا، فرودگاه بریندیسی (آغاز از ۱۱ ژوئن ۲۰۱۶)، فرودگاه کگلیاری-الماس، فرودگاه کاتانیا-فونتاناروسا، فرودگاه دوبلین (آغاز از ۲۸ مارس ۲۰۱۶)، فرودگاه دوبروونیک، فرودگاه هرینگسدورف، فرودگاه ایبیزا (اسپانیا)، فرودگاه عدنان مندرس، فرودگاه جرزی، فرودگاه بین‌المللی کاوالا (آغاز از ۷ مه ۲۰۱۶)، Kütahya (آغاز از ۲۹ مه ۲۰۱۶)، فرودگاه مالاگا، فرودگاه فرنسیسکو جسا کارنئیرو، فرودگاه رییکا، فرودگاه بین‌المللی رود، فرودگاه بین‌المللی کفلاویک، فرودگاه لامتزیا ترمه، فرودگاه مونپلیه - مدیترانه، فرودگاه نیوکوئی کورنوال، فرودگاه اولبیا - کاستا اسمرالدا، فرودگاه اسپلیت، فرودگاه وارنا (آغاز از ۲۹ ژوئن ۲۰۱۶) فرودگاه زادر | A      |
| Express Airways                                             | فرودگاه ماریبر ادوارد روسجان فصلی: فرودگاه فیگو-پینادور | C      |
| فن‌ایر                                                       | فرودگاه هلسینکی | B      |
| فن‌ایر اجرا توسط نوردیک رجیونال ایرلاینز                     | فرودگاه هلسینکی | B      |
| فلای‌بی                                                      | فرودگاه بیرمنگام، فرودگاه کاردیف، فرودگاه دونکاستر شفیلد رابین‌هود، فرودگاه منچستر، فرودگاه ساوت‌همپتون | C      |
| فری‌برد ایرلاینز                                             | چارتر فصلی: فرودگاه آنتالیا، فرودگاه بین‌المللی ارجان، فرودگاه بین‌المللی آتاترک، فرودگاه عدنان مندرس | C      |
| جرمنیا (شرکت هواپیمایی)                                     | فرودگاه بین‌المللی رفیق حریری بیروت، فرودگاه بین‌المللی اربیل، فرودگاه بین‌المللی سلیمانیه، فرودگاه بین‌المللی بن گوریون، فرودگاه زونگولداغ (آغاز از ۳۱ مارس ۲۰۱۶) فصلی: فرودگاه هاتای، فرودگاه بین‌المللی غردقه، فرودگاه کیتیلا (آغاز از ۱۱ ژانویهٔ ۲۰۱۷)،فرودگاه لانزاروته، فرودگاه پالما د مایورکا، فرودگاه بین‌المللی پافوس، فرودگاه زونگولداغ چارتر: فرودگاه کارلووی واری، فرودگاه ارهاچ، فرودگاه بین‌المللی مرسی عالم، فرودگاه پورتو سانتو، فرودگاه بین‌المللی پریشتینا، فرودگاه ترابزون، فرودگاه اسکندر کبیر اسکوپیه | B, C   |
| هاهن ایر                                                    | فرودگاه لوگزامبورگ - فیندل | B      |
| شبه‌جزیره ایبری                                              | فرودگاه مادرید-باراخاس | B      |
| هواپیمایی عراق اجرا توسط ایراکسپلور                         | فرودگاه بین‌المللی اربیل | C      |
| جت۲.کام                                                     | فرودگاه بین‌المللی لیدز برادفورد | C      |
| کی‌ال‌ام اجرا توسط کی‌ال‌ام سیتی‌هاپر                            | فرودگاه اسخیپول آمستردام | B      |
| لوت پولیش ایرلاینز                                          | فرودگاه شوپن ورشو | A      |
| لوفت‌هانزا                                                   | فرودگاه بین‌المللی فرانکفورت، فرودگاه مونیخ، فرودگاه بین‌المللی لیبرتی نیوآرک | A      |
| لوفت‌هانزا رجینال اجرا توسط لوفت‌هانزا سیتی‌لاین               | فرودگاه بین‌المللی فرانکفورت | A      |
| هواپیمایی ماهان                                             | فرودگاه بین‌المللی امام خمینی | C      |
| مونته‌نگرو ایرلاینز                                          | فصلی: فرودگاه پودگوریتسا | C      |
| Nesma Airlines                                              | چارتر: فرودگاه بین‌المللی غردقه | C      |
| نوول‌ایر                                                     | فرودگاه بین‌المللی النفیضه حمامات | C      |
| انور ایر                                                    | فرودگاه بین‌المللی آتاترک فصلی: فرودگاه آنتالیا | C      |
| اورن‌ایر                                                     | فصلی: فرودگاه بارنائول، فرودگاه چلیابینسک، فرودگاه پاشکوفسکی، فرودگاه تولمچوا، فرودگاه تسنترالنی، فرودگاه اورنبورگ تسنترالنی | C      |
| هواپیمایی پگاسوس                                            | فرودگاه بین‌المللی اسن‌بوغا، فرودگاه بین‌المللی صبیحه گوکچن، فرودگاه عدنان مندرس، فرودگاه بین‌المللی ارکیلت فصلی: فرودگاه آنتالیا | C      |
| هواپیمایی پادشاهی مراکش                                     | فصلی: فرودگاه بین‌المللی ناظور | C      |
| اس۷ ایرلاینز اجرا توسط گلوبوس ایرلاینز                      | فرودگاه بین‌المللی دوموده‌دوو (ازسرگیری از ۲۷ مارس ۲۰۱۶) | C      |
| هواپیمایی اسکاندیناوی                                       | فرودگاه کپنهاگ، فرودگاه گاردرموئن اسلو، فرودگاه استکهلم-آرلاندا | A      |
| Sea Air اجرا توسط Maleth-Aero                               | فرودگاه پولا (آغاز از ۳۰ مارس ۲۰۱۶) | TBC    |
| سنگاپور ایرلاینز                                            | فرودگاه چانگی سنگاپور (آغاز از ۲۱ ژوئیه ۲۰۱۶) | A      |
| سان اکسپرس                                                  | فرودگاه عدنان مندرس فصلی: فرودگاه آنتالیا، فرودگاه بین‌المللی صبیحه گوکچن | C      |
| سان‌اکسپرس دویچلند                                           | فرودگاه آدانا، فرودگاه بین‌المللی اسن‌بوغا، فرودگاه آنتالیا، فرودگاه فوئرته‌ونتورا، فرودگاه بین‌المللی غردقه، فرودگاه اوگوزلی، فرودگاه قاضی پاشا، فرودگاه گرن کناریا، فرودگاه بین‌المللی ارکیلت، فرودگاه لانزاروته (آغاز از ۳ مه ۲۰۱۶)، فرودگاه مراکش-منارا، فرودگاه ترابزون (آغاز از ۲ مه ۲۰۱۶) فصلی: فرودگاه میلاس-بودروم، فرودگاه دالامان، فرودگاه بین‌المللی مرسی عالم، فرودگاه بین‌المللی هراکلین، فرودگاه بین‌المللی رود، فرودگاه صلاله، فرودگاه چهارشنبه سامسون، فرودگاه وارنا | B, C   |
| سوئیس اینترنشنال ایرلاینز                                   | فرودگاه زوریخ | A      |
| سوئیس اینترنشنال ایرلاینز اجرا توسط سوئیس گلوبال ایر لاینز  | فرودگاه زوریخ | A      |
| تیلویند ایرلاینز                                            | چارتر فصلی: فرودگاه آنتالیا | C      |
| تاپ پرتغال                                                  | فرودگاه لیسبون پورتلا | A      |
| تی‌یوآی‌فلای                                                  | فرودگاه آنتالیا، فرودگاه رابیل، فرودگاه فوئرته‌ونتورا، فرودگاه گرن کناریا، فرودگاه بین‌المللی غردقه، فرودگاه لانزاروته، فرودگاه بین‌المللی مرسی عالم، فرودگاه تنریف جنوبی فصلی: فرودگاه بین‌المللی کورفو، فرودگاه دالامان، فرودگاه فارو، فرودگاه بین‌المللی هراکلین، فرودگاه ایبیزا (اسپانیا)، فرودگاه خرث، فرودگاه بین‌المللی جزیره کوس، فرودگاه منورکا، فرودگاه پالما د مایورکا، فرودگاه آراکسوس، فرودگاه بین‌المللی رود، فرودگاه بین‌المللی امیلکر کبرل | B, C   |
| تونس ایر                                                    | فرودگاه بین‌المللی تونس قرطاج چارتر فصلی: فرودگاه بین‌المللی دیربا–زارزیس، فرودگاه بین‌المللی النفیضه حمامات | C      |
| ترکیش ایرلاینز                                              | فرودگاه بین‌المللی آتاترک، فرودگاه بین‌المللی صبیحه گوکچن فصلی: فرودگاه آدانا، فرودگاه بین‌المللی اسن‌بوغا (آغاز از ۲۷ ژوئن ۲۰۱۶)، فرودگاه بین‌المللی ارکیلت، فرودگاه چهارشنبه سامسون، فرودگاه ترابزون | C      |
| وی‌ال‌ام ایرلاینز                                             | فرودگاه فریدریش هافن | B      |
| ویولینگ                                                     | فرودگاه بارسلونا-ال پرات فصلی: فرودگاه سانتیاگو د کمپوستلا | B      |
| واو ایر                                                     | فصلی: فرودگاه بین‌المللی کفلاویک | C      |

## شرکت‌های هواپیمایی و مقصدهای پروازی
The following airlines offer regular scheduled and charter flights at Düsseldorf Airport:
| شرکت‌های هواپیمایی                                          | مقصدهای پروازی |
| ---------------------------------------------------------- | --- |
| ایجین ایرلاینز                                             | آتن، کالاماتا، سالونیک فصلی: هراکلین، رود |
| ایر لینگاس                                                 | دوبلین فصلی: کرک |
| آئروفلوت                                                   | شرمتیوو |
| آئروفلوت اجرا توسط روسیه ایرلاینز                          | پالکوو |
| ایر قاهره                                                  | فصلی: غردقه |
| ایر چاینا                                                  | پکن |
| ایر فرانس                                                  | بوردو–مریگناک (آغاز از ۳۰ اکتبر ۲۰۱۷) |
| ایر فرانس اجرا توسط هاپ!                                   | بوردو–مریگناک (آغاز از ۱ نوامبر ۲۰۱۷), نانت آتلانتیک، شارل دوگل پاریس |
| ایر مالتا                                                  | مالت |
| ایر صربیا                                                  | بلگراد نیکولا تسلا |
| ایر ویا                                                    | چارتر فصلی: بورگاس، وارنا |
| ایربالتیک                                                  | ریگا |
| آلیتالیا                                                   | لینیت، لئوناردو دا وینچی-فیومیچینو |
| آل نیپون ایرویز                                            | ناریتا |
| آسترا ایرلاینز                                             | چارتر فصلی: سالونیک |
| اطلس گلوبال                                                | آتاترک چارتر فصلی: آنتالیا |
| آسترین ایرلاینز                                            | گراتس، لینز، وین |
| Azur Air (Germany)                                         | چارتر: آنتالیا، غردقه، مرسی عالم، پالما د مایورکا، پونتا کانا، رود |
| بی‌ام‌آی رجیونال                                             | بریستول |
| بریتیش ایرویز                                              | هیترو لندن |
| بریتیش ایرویز اجرا توسط بی‌ای سیتی‌فلایر                     | لندن سی‌تی |
| بریتیش ایرویز اجرا توسط سان-ایر اسکاندیناوی                | بیلاند |
| بلغارین ایر چارتر                                          | چارتر فصلی: بورگاس، وارنا |
| کاتای پاسیفیک                                              | هنگ کنگ |
| کوندور فلوگدینست                                           | دیربا–زارزیس، فوئرته‌ونتورا، گرن کناریا، غردقه، خرز، لانزاروته، مراکش-منارا (آغاز از ۱۰ نوامبر ۲۰۱۷), تنریف جنوبی فصلی: اگادیر المسیره، آنتالیا، خانیا، کورفو، دالامان، النفیضه حمامات، هراکلین، کالاماتا، کاوالا، جزیره کوس، لا پالما، ملی جزیره میکناس، پالما د مایورکا، ملی اکتیون، پورتو سانتو، رود، سمس (آغاز از ۱ مه ۲۰۱۸)، ملی سادورینی، ملی جزیره اسکیاتوس چارتر فصلی: آل مکتوم |
| کرندون ایرلاینز                                            | آنتالیا |
| هواپیمایی کرواسی                                           | فصلی: دوبروونیک، اسپلیت |
| چک ایرلاینز                                                | پراگ رازیون |
| دلتا ایرلاینز                                              | هارتسفیلد-جکسون آتلانتا |
| هواپیمایی امارات                                           | دوبی |
| هواپیمایی اتحاد                                            | ابوظبی |
| یورو وینگز                                                 | آلیکانته-الچه، بارسلونا-ال پرات، بازل-مولوز-فرایبورگ اروپا، باستیا – پورتا، برلین تگل، بیلبائو، بیرمنگام، هنری کواندا، بوداپست فرنک لیست، درسدن، دوبلین، ادینبرو، فوئرته‌ونتورا، ژنو، گلاسگو، گوتنبرگ-لاندوتر، گرن کناریا، هامبورگ، کاوالا، جان پل دوم کراکوف-بالیس، لا پالما (آغاز از ۴ نوامبر ۲۰۱۷), لانزاروته، لایپزیگ/هال، لیسبون پورتلا، هیترو لندن، لیون-سینت اگزوپری، منچستر، میلانو مالپنسا، ناپل، نیوکاسل، نیس کوت دازور، نورنبرگ، پالما د مایورکا، شارل دوگل پاریس، پراگ رازیون، پریشتینا، پولا، لئوناردو دا وینچی-فیومیچینو، زالتسبورگ، اسپلیت، استکهلم-آرلاندا، تنریف جنوبی، سالونیک، والنسیا، شوپن ورشو، وروتسواف کوپرنیکوس، ونیز مارکو پولو، وین، زاگرب (آغاز از ۳۱ اکتبر ۲۰۱۷), زاکینثوس، زوریخ فصلی: آتن، باری، بریندیسی، کگلیاری-الماس، کاتانیا-فونتاناروسا، خانیا، دوبروونیک، ایبیزا، عدنان مندرس، جرزی، Kütahya، لامتزیا ترمه، مالاگا، منورکا، مونپلیه - مدیترانه، نیوکوئی کورنوال، اولبیا - کاستا اسمرالدا، فرنسیسکو جسا کارنئیرو، رییکا، رود، کفلاویک، تیوات، وارنا، زادر |
| یورو وینگز                                                 | بیرمنگام، بوداپست فرنک لیست، ادینبرو، کریستیانو رونالدو (آغاز از ۲۹ اکتبر ۲۰۱۷)، گلاسگو، اینسبروک (آغاز از ۳ دسامبر ۲۰۱۷), مراکش-منارا (آغاز از ۴ نوامبر ۲۰۱۷) فصلی: دوبلین، هرینگسدورف |
| یورو وینگز اجرا توسط جرمن‌وینگز                             | اگادیر المسیره (آغاز از ۲۹ اکتبر ۲۰۱۷), بازل-مولوز-فرایبورگ اروپا، برلین تگل، بیرمنگام، ادینبرو، فس-سایس (آغاز از ۴ نوامبر ۲۰۱۷), هنری کواندا، بوداپست فرنک لیست، درسدن، گلاسگو، لایپزیگ/هال فصلی: دوبلین |
| یورو وینگز اجرا توسط سان‌اکسپرس دویچلند                     | بارسلونا-ال پرات، بوداپست فرنک لیست، درسدن فصلی: پالما د مایورکا |
| فن‌ایر                                                      | هلسینکی |
| فلای‌بی                                                     | بیرمنگام، لیدز برادفورد (آغاز از ۲۹ اکتبر ۲۰۱۷)، لندن سی‌تی، منچستر، ساوت‌همپتون فصلی: کاردیف، گوئرنزی، جرزی |
| فری‌برد ایرلاینز                                            | چارتر فصلی: آنتالیا، ارجان، آتاترک، عدنان مندرس |
| جرمنیا                                                     | رفیق حریری بیروت، اربیل، پافوس، پریشتینا، سلیمانیه، بن گوریون فصلی: آلمریا، قاضی پاشا، غردقه، کیتیلا، مراکش-منارا، شرم‌الشیخ (آغاز از ۱۳ نوامبر ۲۰۱۷), زونگولداغ چارتر فصلی: مرسی عالم، پورتو سانتو |
| هاهن ایر                                                   | لوگزامبورگ - فیندل |
| شبه‌جزیره ایبری                                             | مادرید-باراخاس |
| هواپیمایی عراق                                             | اربیل |
| جت۲.کام                                                    | لیدز برادفورد (پایان در ۲۷ اکتبر ۲۰۱۷) |
| کاال‌ام اجرا توسط کی‌ال‌ام سیتی‌هاپر                           | اسخیپول آمستردام |
| لوت پولیش ایرلاینز                                         | شوپن ورشو |
| لوفت‌هانزا                                                  | فرانکفورت، مونیخ، لیبرتی نیوآرک |
| لوفت‌هانزا رجینال اجرا توسط لوفت‌هانزا سیتی‌لاین              | فرانکفورت |
| هواپیمایی ماهان                                            | امام خمینی |
| مونته‌نگرو ایرلاینز                                         | فصلی: پودگوریتسا |
| نسما ایرلاینز                                              | چارتر: غردقه |
| نروجین ایر شاتل اجرا توسط Norwegian Air International      | گرن کناریا، تنریف جنوبی فصلی: آلیکانته-الچه، بارسلونا-ال پرات، مالاگا، پالما د مایورکا |
| نوول‌ایر                                                    | النفیضه حمامات |
| انور ایر                                                   | آتاترک فصلی: آنتالیا |
| پگاسوس ایرلاینز                                            | اسن‌بوغا، صبیحه گوکچن، عدنان مندرس، ارکیلت فصلی: آنتالیا |
| هواپیمایی پادشاهی مراکش                                    | فصلی: ناظور |
| اس۷ ایرلاینز اجرا توسط گلوبوس ایرلاینز                     | دوموده‌دوو فصلی: تولمچوا |
| هواپیمایی اسکاندیناوی                                      | کپنهاگ، گاردرموئن اسلو، استکهلم-آرلاندا |
| هواپیمایی اسکاندیناوی اجرا توسط CityJet                    | کپنهاگ |
| سنگاپور ایرلاینز                                           | چانگی سنگاپور |
| سان اکسپرس                                                 | عدنان مندرس فصلی: آنتالیا، صبیحه گوکچن، Ordu-Giresun |
| سان‌اکسپرس دویچلند                                          | آدانا، اسن‌بوغا، آنتالیا، فوئرته‌ونتورا، غردقه، اوگوزلی، قاضی پاشا، گرن کناریا، ارکیلت، لانزاروته، مراکش-منارا، ترابزون فصلی: میلاس-بودروم، بورگاس، دالامان، مرسی عالم، هراکلین، ناظور، رود، صلاله، چهارشنبه سامسون، وارنا |
| سوئیس اینترنشنال ایرلاینز                                  | زوریخ |
| سوئیس اینترنشنال ایرلاینز اجرا توسط سوئیس گلوبال ایر لاینز | زوریخ |
| تیلویند ایرلاینز                                           | چارتر فصلی: آنتالیا |
| تاپ پرتغال اجرا توسط TAP Express                           | لیسبون پورتلا |
| تی‌یوآی‌فلای                                                 | آنتالیا، رابیل، فوئرته‌ونتورا، گرن کناریا، غردقه، لانزاروته، مرسی عالم، تنریف جنوبی فصلی: کورفو، دالامان، فارو، هراکلین، ایبیزا، خرز، جزیره کوس، منورکا، پالما د مایورکا، آراکسوس، رود، امیلکر کبرل |
| تونس ایر                                                   | تونس قرطاج چارتر فصلی: دیربا–زارزیس، النفیضه حمامات |
| ترکیش ایرلاینز                                             | آتاترک، صبیحه گوکچن فصلی: آدانا، اسن‌بوغا، ارکیلت، چهارشنبه سامسون، ترابزون |
| هواپیمایی بین‌المللی اوکراین                                | بوریسپیل |
| ویولینگ                                                    | بارسلونا-ال پرات |
| واو ایر                                                    | فصلی: کفلاویک |